# Leucania flavostigma
Leucania flavostigma là một loài bướm đêm trong họ Noctuidae.